# الكسندر كارتر
الكسندر كارتر هو كاهن كاثوليكي كندي، ولد في 16 أبريل 1909 في مونتريال في كندا، وتوفي في 17 فبراير 2002 في نورث باي في كندا.